# Кунцево (Смоленская область)
Кунцево — деревня в Кардымовском районе Смоленской области России. Входит в состав Первомайского сельского поселения. Население — 12 жителей (2007 год). 
Расположена в центральной части области в 7 км к юго-востоку от Кардымова, в 5 км южнее автодороги Р134 «Старая Смоленская дорога» Смоленск — Дорогобуж — Вязьма — Зубцов, на берегу реки Надва. В 7 км северо-западнее деревни расположена железнодорожная станция Кардымово на линии Москва — Минск. 

## История
В годы Великой Отечественной войны деревня была оккупирована гитлеровскими войсками в августе 1941 года, освобождена в сентябре 1943 года.

## Известные уроженцы
- Петроченков, Анатолий Яковлевич (род. 1942) — генерал-полковник юстиции.